# Пионер (Улытауская область)
Пионер (каз. Пионер) — село в Улытауском районе Улытауской области Казахстана. Входит в состав Актасской поселковой администрации. Код КАТО — 356031200.

## Население
В 1999 году население села составляло 180 человек (95 мужчин и 85 женщин). По данным переписи 2009 года, в селе проживали 172 человека (88 мужчин и 84 женщины).